# نزع الهالوجين

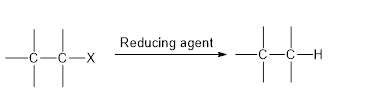
مخطط تفاعل نزع الهالوجين (R = مجموعة ألكيل أو أريل، X = I ، Cl ، Br ، F)

في الكيمياء العضوية، إزالة الهالوجين أو نزع الهالوجين عبارة عن مجموعة من التفاعلات الكيميائية التي تعمل على نزع الهالوجين كلياً أو جزئياً من المركب؛ تأتي عمليات نزع الهالوجين في العديد من الأصناف، بما في ذلك نزع الفلور، ونزع الكلور، ونزع البروم، ونزع اليود. وتتولد المركبات العضوية المعقدة مثل الأدوية الصيدلانية أحيانًا عن طريق نزع الهالوجين، والعديد من الهاليدات العضوية خطرة، لذا فإن نزع الهالوجين منها هي أحد طرق نزع السموم من المركبات.